# Thomas Scott (homme politique)
Pour les articles homonymes, voir Thomas Scott.
Thomas Scott (16 février 1841 - 11 février 1915) est un militaire et un homme politique canadien. Il est député à la Chambre des communes du Canada, député provincial à l'Assemblée législative du Manitoba et troisième maire de Winnipeg.

## Biographie
Scott est né dans le comté de Lanark, en Ontario, dans ce qui était alors le Haut-Canada. De parents irlandais venus immigrer au Canada, il est le plus jeune de quatre enfants. Son père est décédé quand il était bébé, et la famille a déménagé à Perth, en Ontario, où Scott est allé à l'école et a ensuite fait son apprentissage d'imprimeur. Il a fondé le journal Perth Expositor en 1861 et en était l'éditeur et le propriétaire jusqu'en 1872.
En 1860, Scott s'est engagé pour le service militaire lors de l'affaire du Trent. Il était aux commandes de l'infanterie de Perth et a servi pendant cinq mois à la frontière pendant la crise des raids des Fenians en 1866. Pendant l'expédition de la rivière Rouge en 1870, Scott, à ce moment-là colonel, commandait les Ontario Rifles qui sont arrivés à Fort Garry après l'évasion de Louis Riel. Il revient en Ontario en décembre 1870, mais est de nouveau envoyé à Fort Garry en 1871 dans le cadre de la deuxième expédition de la rivière Rouge. En 1874, il prend sa retraite du service militaire mais reste au Manitoba où il entre en politique et est élu au premier conseil municipal de Winnipeg Il devient maire en 1877. En 1878, il est élu à l'Assemblée législative du Manitoba dans le district de Winnipeg. En 1880, il bat le député sortant Donald A. Smith pour devenir député conservateur de Selkirk. Il est réélu aux élections fédérales de 1882 dans la nouvelle circonscription de Winnipeg.
Scott retourne dans l'armée en 1885 alors qu'il est encore député, après que le ministre de la Milice, Sir Adolphe-Philippe Caron, lui demande de lever un régiment pour réprimer la rébellion du Nord-Ouest de 1885. Smith lève et équipe le 95e Grenadiers du Manitoba en treize jours.
Scott se retire de la vie politique en 1887 et devient collecteur des douanes au port de Winnipeg.